# Моченигова линија
Моченигова линија (итал. Linea Mocenigo) је назив за граничну линију између Млетачке републике и Османлијског царства, успостављењу почетком 18. вијека. Том линијом је дефинисана данашња граница Далмације, односно граница Хрватске са Босном и Херцеговином и Црном Гором.
Након рата са Турцима, Млетачка република је одредбама Пожаревачког мира (1718) добила проширења у Далмацији северно од Книна (Плавно и Стрмица), Врлике (Цетина) и Сиња, као и Имотски са околином. Споразумом између млетачког провидура Алвиза Моченига и турског опуномоћеника Мехмед ефенди Сијалија 1521. године, на терену је успостављена нова линија разграничења. Добила је име по млетачком провидуру.
На захтев Дубровчана, дошло је до физичког раздвајања Млетачке републике од Дубровачке републике, тако што је Османлијско царство потврдило излаз на море код Неума (уступљеног Турцима на крају Морејског рата) и добило излаз на Бококоторски залив код Суторине, јужно од Херцег Новог. На овај начин је Дубровачка република била окружена турском територијом, без контакта са Млетачком републиком, њеним великим ривалом на Јадрану.